# Krijtgesteente

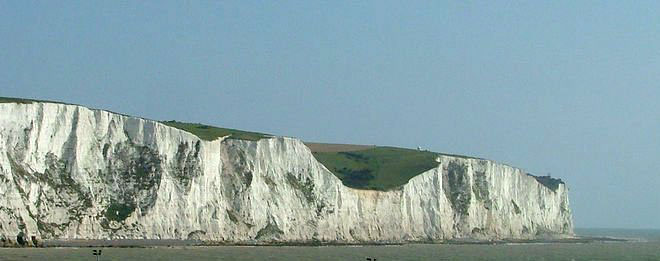
Krijtrotsen van Dover

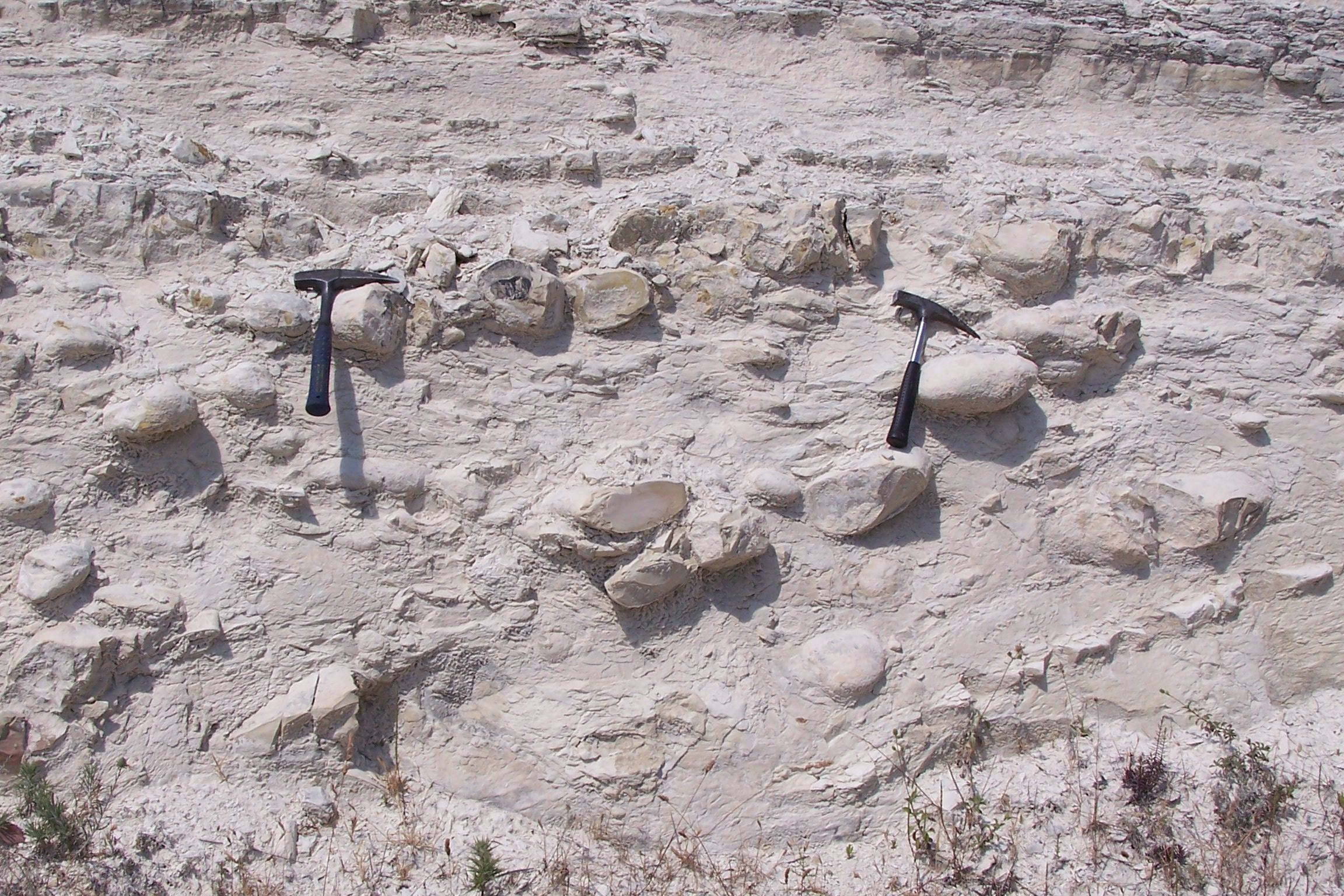
Vuursteenknollen in krijtgesteente (Cyprus)

Krijtgesteente (Engels: chalk) is een sedimentair gesteente dat vrijwel geheel bestaat uit de microscopische kalkskeletjes van algen en andere fauna (zogenaamde coccolieten). Het is een relatief fijne en zachte kalksteen en bestaat uit calciumcarbonaat (CaCO3). Het overgrote deel van de krijtgesteentevoorkomens op Aarde zijn gevormd tijdens het laat-Krijt tot Oligoceen. Toentertijd was Noordwest-Europa bedekt door een warm ondiep tot redelijk diep sedimentair bekken. Het Krijt-tijdperk dankt zijn naam ook aan dit gesteente.
Veelal bevat krijtgesteente vuursteenvoorkomens; accumulaties van silica in knollen, lagen of andere vormen. Het precieze mechanisme waardoor deze silicaconcentraties gevormd zijn in een nagenoeg silicavrij gesteente is niet helemaal duidelijk. Verschillende theorieën doen de ronde, van het opvullen van graafgangen tot een verandering van de waterspiegel in het nog niet geheel gelithificeerde sediment.

## Voorkomen
Krijtgesteente is zeer bekend van de krijtrotsen van Dover in Engeland en Calais in Frankrijk. Ook de kusten van Denemarken worden gekenmerkt door ontsluitingen van krijtgesteente. Ook in de landen rondom de Middellandse Zee, onder andere op Cyprus, is krijtgesteente ontsloten. Uit krijtgesteente kan krijt gemaakt worden.
Het komt ook voor in Nederlands Zuid-Limburg en in België ten zuidwesten van Maastricht. Hoewel het er in de volksmond mergel genoemd wordt, bestaan de Sint-Pietersberg bij Maastricht en de ondergrondse ontsluitingen in het Geuldal ook uit krijtgesteente. Anders dan échte mergel, dat bestaat uit een mengsel van ruwweg gelijke hoeveelheden kalk en klei, komen in krijtgesteente nauwelijks andere mineralen voor dan calciet. Belangrijk in Zuid-Limburg was de ondergrondse winning van mergelblokken voor de bouwnijverheid. In de ENCI-groeve in Maastricht werd het ook gewonnen als grondstof voor cement. 
In Waals-Haspengouw werd ook krijtgesteente ontgonnen en was de Tuffeau van Lijsem bekend voor gebruik in gebouwen en broodovens.

## Olie-industrie
Binnen de olie-industrie wordt krijtgesteente als reservoirgesteente geëxploiteerd. Velden in de Noordzee (met name het Nederlandse en Deense deel van de centrale Noordzee) bestaan uit krijtgesteente dat is afgezet tijdens het laat-Krijt tot Paleoceen. Problemen bij het boren worden gevormd door de keiharde vuursteenknollen of -lagen die de boorkop kunnen beschadigen. Een van de grootste olievelden van Europa, het Noorse Ekofisk-reservoir, bestaat uit krijtgesteente van Paleocene ouderdom.